# Hamster & Greta
Hamster & Greta (engelska: Hamster & Gretel) är en amerikansk animerad serie skapad av Dan Povenmire, som tidigare har skapat TV-serier som Phineas & Ferb och Milo Murphys lag. Serien hade premiär på amerikanska Disney Channel den 12 augusti 2022. En av seriens stora huvudkaraktärer, Greta (Gretel) Grant-Gomez, spelas av Povenmires dotter, Melissa "Meli" Povenmire.
I januari 2023 förnyades serien med en andra säsong. I augusti hade den även sin officiella premiär i Sverige.

## Handling
Greta Grant-Gomez och hennes hamster, "Hamster", ges superkrafter av utomjordingar och det stora ansvaret att vara "hjältar på jorden"! Gretas tonåriga bror, Kevin, å andra sidan, blev förbisedd av utomjordingarna och har blivit fast som "nästan-superhjälte". Men han är ofta hjärnan bakom uppdragen! Nu måste Hamster & Greta rädda världen från den ena superskurken efter den andra, samtidigt som de håller sina identiteter hemliga!

## Rollista (i urval)
| Karaktär                                       | Engelsk röst (original) | Svensk röst               |
| ---------------------------------------------- | ----------------------- | ------------------------- |
| Greta (Gretel) Grant-Gomez                     | Meli Povenmire          | Ellen Thureson            |
| Kevin Grant-Gomez                              | Michael Cimino          | Axel Karlsson             |
| Hamster                                        | Beck Bennett            | Robin Larsson Asp         |
| Winifred "Fred" Grant (Kevin och Gretas kusin) | Joey King               | Tova Sundén               |
| Dave Grant-Gomez (Kevin och Gretas pappa)      | Matt Jones              | Mikael Regenholz          |
| Carolina Grant-Gomez (Kevin och Gretas mamma)  | Carolina Ravassa        | Istria Sánches Autio      |
| Bailey Carter (Gretas bästa vän)               | Priah Ferguson          | Alegra Söderquist Hlongwa |
| Roman Carter (Baileys pappa)                   | Michael-Leon Wooley     | John Alexander Eriksson   |
| Veronica Hill                                  | Liza Koshy              | Carla Abrahamsen          |
| Hiromi Tanaka                                  | Hiromi Dames            | Katja Levander            |
| Naya                                           | Abby Espiritu           | Sagah Larsson             |
| Professor Utropstecken (Professor Exclamation) | Phil LaMarr             | Emil Brulin               |
| Lauren                                         | Alyson Stoner           | Dominique Pålsson Wiklund |
| Lyle                                           | Brock Powell            | Karl Thunell              |
| Tränare Haggerty (Coach Haggerty)              | Betsy Sodaro            | Charlotte Ardai Jennefors |